# Mariacki
Mariacki är ett berg i Antarktis. Det ligger i Sydshetlandsöarna. Argentina, Chile och Storbritannien gör anspråk på området. Toppen på Mariacki är 400 meter över havet.
Terrängen runt Mariacki är kuperad åt nordost, men åt sydväst är den platt. Havet är nära Mariacki söderut. Trakten är glest befolkad. Närmaste befolkade plats är Commandante Ferraz Station, 11,3 kilometer nordväst om Mariacki. 